# کرنلیس تروست

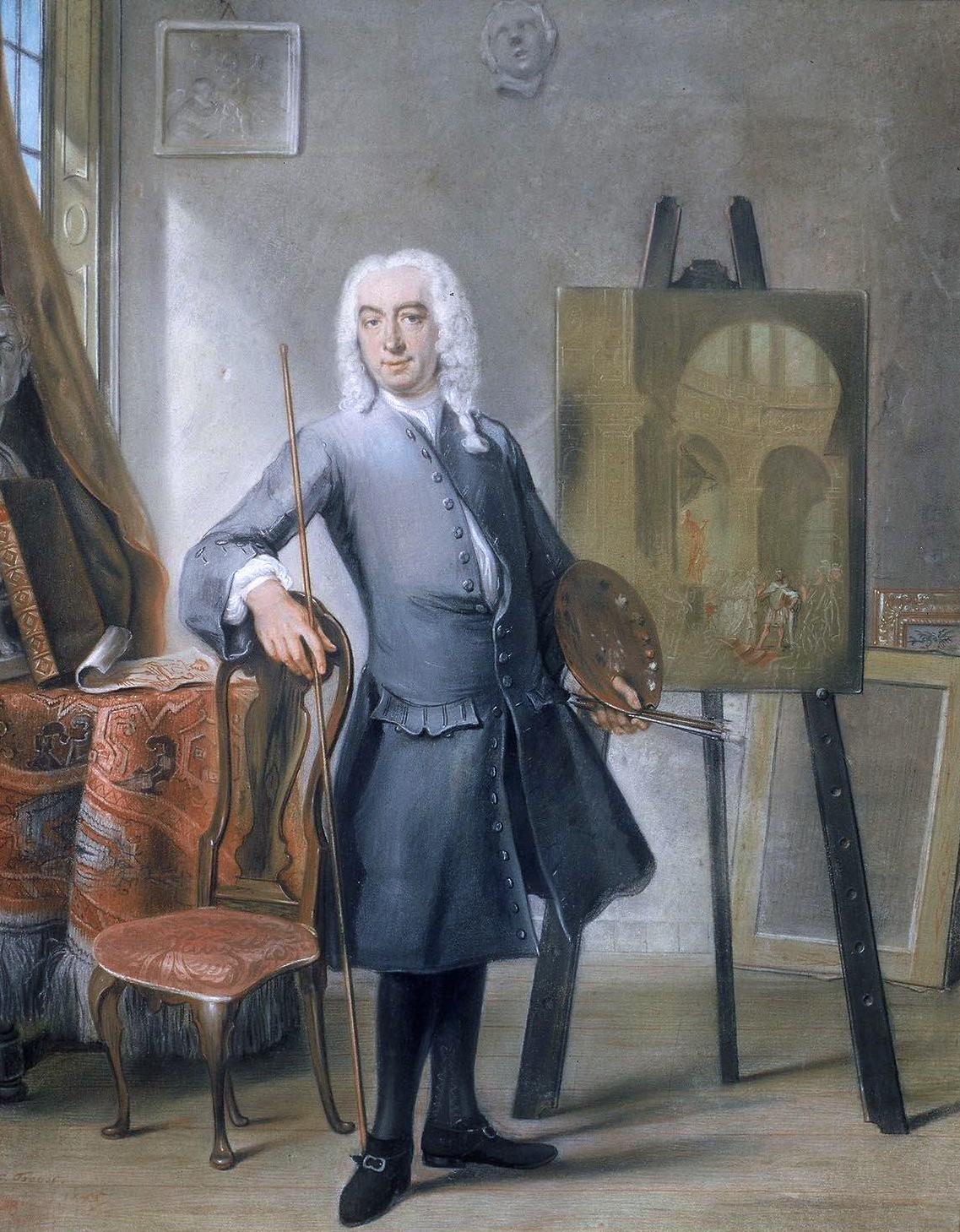
تروست

کرنلیس تروست یک هنرمند و نقاش از آمستردام هلند بود. او آثاری شناخته شده از افراد سرشناس به جای گذاشته‌است. همسر او نیز یک هنرمند بوده‌است.

## نگارخانه

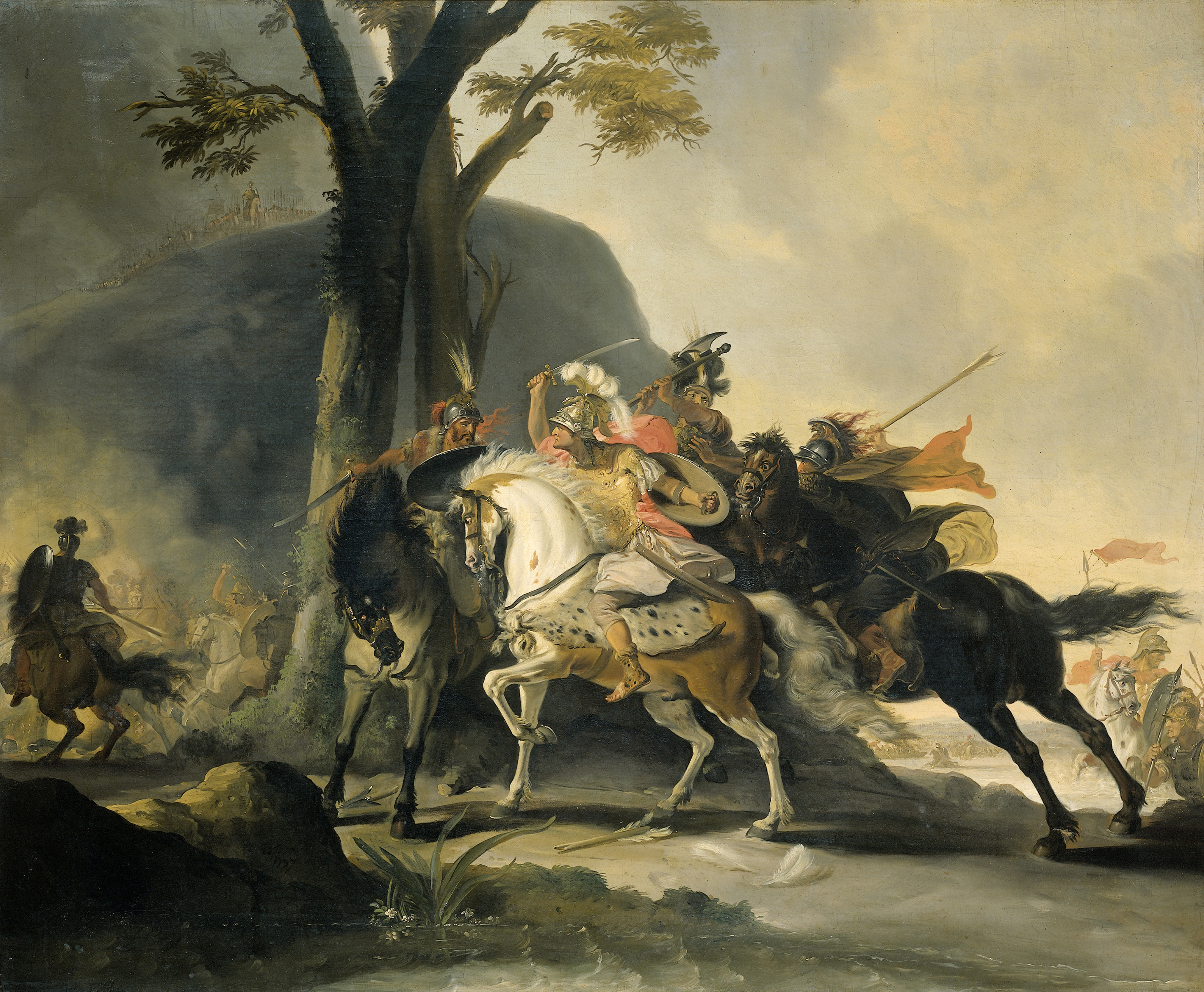
اسکندر مقدونی در نبرد گرانیک اثر کرنلیس تروست